# John Atkinson Hobson

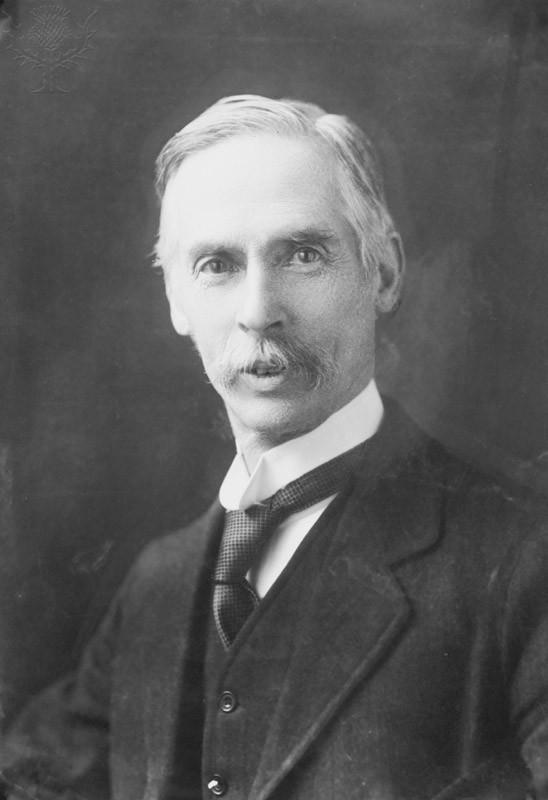
John Atkinson Hobson

John Atkinson Hobson, noto anche come J. A. Hobson (Derby, 6 luglio 1858 – Hampstead, 1º aprile 1940), è stato un economista e saggista inglese.

## Biografia
Criticando l'economia classica, che giudicava troppo centrata su inflessibili leggi matematiche, egli sosteneva che la teoria economica si dovesse ricollegare con i problemi etici dello stato sociale e dovesse essere una guida alle riforme. Le misure economiche che egli sostenne prefiguravano le idee che in seguito furono sviluppate in pieno da John Maynard Keynes. 
In Imperialism (Imperialismo) del 1902 egli paragonava l'imperialismo agli eccessi del capitalismo. Questo libro può essere considerato il primo studio economico sistematico dell'imperialismo. Il testo contiene sia una critica al vecchio liberalismo oramai incapace di comprendere i nuovi fenomeni economici e finanziari del capitalismo sia un'analisi molto approfondita dell'imperialismo, dietro il quale Hobson vede l'emergere di fortissimi gruppi finanziari in grado di controllare governi e opinione pubblica. Nel testo sono anche chiarite le conseguenze del fenomeno, come per esempio la crescita del debito pubblico delle nazioni e gli scontri sempre più accesi fra gli stati che preludono al successivo conflitto mondiale. 

## Opere
- The Evolution of Modern Capitalism, 1894, (L'evoluzione del capitalismo moderno)
- The Economics of Distribution, 1900, (L'economia della distribuzione)
- Imperialism, 1902
  - L'imperialismo. A cura di Luca Meldolesi, trad. L. Meldolesi e Nicoletta Stame, Collana Classici dell'economia politica n.12, Isedi, Milano 1974; Collana Grandi Tascabili Economici, Newton & Compton, Roma, 1996
- Industrial System, 1910 (Il sistema industriale)
- The Economics of Unemployment, 1922, (L'economia della disoccupazione)
- Confessions of an Economic Heretic, 1938, (Le confessioni di un eretico economico, autobiografico).